# Eritreas riksvapen
Eritreas riksvapen domineras av en dromedar som symboliserar folkets motstånd och uthållighet och är inramat av en olivkrans.  Inskriptionen längst ner anger statens namn på tigrina, engelska och arabiska. Statsvapnet antogs 24 maj 1993.